# Giovanni Esposito (général)
Pour les articles homonymes, voir Giovanni Esposito.
Giovanni Esposito (Loreto Aprutino, 18 mai 1882 - Rome, 3 juin 1958) est un général italien qui, en tant que lieutenant des troupes alpines, a été décoré de la médaille d'or de la valeur militaire pendant la guerre italo-turque.
Il a participé à la Première Guerre mondiale et a été décoré de trois médailles de bronze, de la croix militaire de la valeur militaire et de la croix du Mérite de guerre. Lorsque le royaume d'Italie entre en guerre le 10 juin 1940, il commande la 57e division d'infanterie Lombardia stationnée à Pula. Le 14 janvier 1941, en remplacement du général Amedeo De Cia, il est nommé commandant de la 5e division alpine Pusteria, alors engagée dans la campagne de Grèce, à l'issue de laquelle il est décoré de la croix de chevalier de l'ordre militaire de Savoie. Transféré à Pljevlja, Monténégro, à la tête de son unité, il participe à la répression sanglante après la bataille de Pljevlja en décembre 1941, et à l'opération Trio déclenchée par les commandements italo-allemands en avril 1942. Il rentre dans sa patrie décoré de la médaille d'argent de la valeur militaire et est placé dans la réserve le 18 mai suivant. Il occupe alors le poste d'inspecteur des troupes alpines et, en mai 1943, il est affecté au commandement de la défense territoriale de Trieste. Après la proclamation de l'armistice le 8 septembre 1943 (armistice de Cassibile), dans le but de protéger la population italienne, il rejoint la République sociale italienne (Repubblica Sociale Italiana - RSI), devenant commandant régional de l'Armée nationale républicaine (Esercito Nazionale Repubblicano). À la fin de la guerre, accusé de collaborationnisme avec l'ennemi, il est arrêté, emprisonné, jugé et condamné à 30 ans de prison. Transféré en Italie sur décision du gouvernement militaire allié, il est emprisonné à la prison de Civitavecchia et, en décembre 1948, la Cour de cassation réduit sa peine à 15 ans de prison. Libéré de prison en 1949, profitant de l'amnistie lancée le 7 février 1948 par le gouvernement, sur proposition du sous-secrétaire à la présidence du Conseil des ministres Giulio Andreotti, il se retire dans la vie privée, avant d'être réintégré dans son grade en 1956.

## Biographie
Il est né à Loreto Aprutino le 18 mai 1882, fils de Giovanni Esposito di Zopito et d'Apollonia Acerbo. Il s'est engagé dans l'armée royale (Regio Esercito) en tant que sergent (sergente) stagiaire affecté au 36e régiment d'infanterie et a gravi tous les échelons de la hiérarchie. Arrivé parmi les premiers classés au concours d'admission à l'Académie royale militaire de Modène le 31 octobre 1904, il est nommé sous-lieutenant (sottotenente) le 14 septembre 1906, affecté au service du 5e régiment alpin, où il est promu lieutenant (tenente) en septembre 1909.
Après le début de la guerre italo-turque, le 16 décembre 1911, il débarque à Derna au sein du bataillon alpin " Edolo " et sert dans les avant-postes de défense de la place forte. Au cours des combats qui ont lieu le 27 décembre, alors qu'il est en marche pour regagner les redoutes, il revient seul pour secourir un soldat alpin blessé qui est sur le point d'être capturé par l'ennemi. Au cours des combats qui se déroulent le 3 mars 1912 près de la redoute " Lombardia ", son bataillon subit l'impact d'imposantes forces turco-arabes. S'étant particulièrement distingué au cours de cette action, il est décoré de son vivant de la médaille d'or de la valeur militaire. À la fin de sa période de convalescence, il commence à fréquenter l'École de guerre de l'armée en octobre 1913, puis est promu capitaine (capitano) et affecté au 2e régiment alpin.
Après l'entrée en guerre du royaume d'Italie, le 24 mai 1915, il se distingua avec son régiment sur la Croda Rossa, étant décoré d'une première médaille de bronze pour valeur militaire en juillet de la même année, et le 12 octobre suivant, au cours d'un bombardement intense, il maintint un tel comportement qu'il fut décoré d'une deuxième médaille de bronze pour valeur militaire. Promu major (maggiore), il devint attaché au commandement de la 31e division et, au cours de l'année 1917, il se distingua sur le front de l'Isonzo, étant décoré d'une troisième médaille de bronze pour valeur militaire pour une action effectuée lors de la retraite après la défaite de Caporetto. Sur le front du Piave, il fut décoré de la croix militaire pour valeur militaire.
Après la fin du conflit, il rejoint le Corps de l'état-major général, et promu colonel (colonnello), il prend le commandement du 56e régiment d'infanterie, puis celui du 8e régiment alpin déployé sur la frontière orientale, et enfin, de janvier à septembre 1936, celui de la garnison de Zadar.
À Udine, le 7 juin 1936, à la caserne "Di Prampero" du 8e Régiment alpin, il inaugure le monument aux morts du régiment, une œuvre qu'il a conçue et réalisée avec la collaboration du lieutenant-colonel Giacomo Lombardi et du sculpteur Giuseppe Pizzoni.
À partir de 1937, promu général de brigade (generale di brigata) pour mérites exceptionnels, il prend le commandement de la division " Vêpres ", et en 1939, il passe à celui de la 57e division d'infanterie " Lombardia ", nouvellement formée et stationnée à Pola. Le 14 janvier 1941, il est nommé commandant, en remplacement du général Amedeo De Cia, de la 5e division alpine "Pusteria", engagée dans la campagne de Grèce. Le dur hiver passé sur le Tomori, les combats sanglants de Spadarit et Selami, l'avancée en territoire grec vers Koniza à travers la zone montagneuse gréco-albanaise, lui valent d'être décoré de la croix de chevalier de l'Ordre militaire de Savoie.
En juillet 1941, la division "Pusteria" est déployée au Monténégro (Sandžak), participant à la répression du soulèvement communiste qui éclate à l'aube du 14 du même mois. Organisée par le futur maréchal Josip Broz Tito, l'action entraîne la capitulation de nombreuses garnisons italiennes, et provoque de lourdes pertes notamment parmi les unités de la 18e division d'infanterie "Messine".
Sa division entre en action le 16 juillet, avec d'autres divisions formées principalement de Chemises noires, et attaque le bastion communiste de Linbotin. La répression est menée avec des méthodes brutales, mais conduit à la capitulation rapide des rebelles. Des colonnes d'Alpini et d'autres unités italiennes opèrent sans relâche entre la mer Adriatique et le lac Shkodra, et en quelques jours les garnisons sont libérées, les routes sécurisées. Toujours entre le 1er et le 2 décembre 1941, une attaque directe de 12 000 partisans sous le commandement d'Arso Jovanović contre la ville de Pljevlja, défendue avec acharnement par les troupes alpines italiennes, se solde par une défaite, et de lourdes pertes, pour les partisans, environ 3 000 morts.
En avril 1942, afin de contrer efficacement les nouvelles attaques extrêmement dures des partisans yougoslaves, le commandement de la 2e armée italienne passe des accords avec le commandement allemand en Yougoslavie pour mener des actions de " police " (opération Trio) en Bosnie. Sa division participe à de durs combats, engagée à s'opposer par tous les moyens à une guérilla opérant en dehors de toute règle de combat, et qui opère sur la Drina à Foča, manquant de peu de capturer Tito lui-même. Revenu dans sa patrie à la tête de son unité, décoré de la médaille d'argent de la valeur militaire, il est placé en réserve le 18 mai 1942, mais occupe alors le poste d'inspecteur des troupes alpines à Rome. En mai 1943, alors que la situation de guerre italienne se précipite, il se voit confier le commandement de la défense territoriale de Trieste, poste qu'il occupe de juillet 1943 à mai 1945.
Après la proclamation de l'armistice le 8 septembre 1943 (armistice de Cassibile), il disposa pour la défense de la Vénétie julienne du XXIIIe corps d'armée du général Alberto Ferrero, qui refusait de combattre les Allemands, allant jusqu'à déclarer la ville de Trieste indéfendable. Ferrero transféra son commandement à Cervignano, lui laissant la charge de la ville, alors en pleine occupation par les troupes allemandes. Le 10 septembre à 18 heures, la passation des pouvoirs civils et militaires à la zone d'opérations allemande Operationszone Adriatisches Küstenland (OZAK) est signée, et il peut quitter son commandement, qui est basé à la Villa Necker. Essayant par tous les moyens de sauvegarder la population italienne, tout en préservant l'honneur de l'armée, il adhéra formellement à la République sociale italienne (Repubblica Sociale Italiana - RSI), et nommé commandant régional de l'Armée nationale républicaine (Esercito Nazionale Repubblicano), il dut envoyer des troupes pour collaborer avec celles des Allemands dans la répression de la Bande Slave opérant sur le Karst.
Après la fin du conflit et l'occupation de Trieste par les Titans et les Anglo-Américains, il est immédiatement mis en prison, subissant son premier interrogatoire par le commandement de la police alliée le 14 juin 1945. Au début de l'année suivante, il est traduit en justice pour les charges qui pèsent contre lui, étant ouvertement accusé de collaborationnisme avec l'ennemi. Le procès a eu lieu entre avril et mai 1946, et après huit sessions, il a été condamné à 30 ans de prison. En raison du changement de la situation politique, le gouvernement militaire allié a décidé de transférer tous les prisonniers politiques en Italie, à la Cour suprême militaire de Rome. Enfermé à la prison de Civitavecchia, en décembre 1948, la Cour de cassation réduit de moitié sa peine à 15 ans de prison.
Libéré de prison en janvier 1949, profitant de l'amnistie (Amnistie de Togliatti). lancée le 7 février 1948 par le gouvernement, sur proposition du sous-secrétaire à la présidence du Conseil des ministres Giulio Andreotti, il se retire dans la vie privée. Réintégré dans son grade en 1956, il meurt à Rome le 3 juin 1958.

## Distinctions honorifiques
- Chevalier de l'ordre militaire de Savoie
- Commandant d'une division alpine, fortement engagé, avec l'exemple de la vaillance personnelle, il a rendu la défense ferme dans les points les plus menacés et entraîné les colonnes d'attaque avec une ardeur audacieuse et impétueuse. Campagne italo-grecque : Tamari, Osnu, Erseke, janvier-avril 1941-XIX. - Bulletin officiel 1941, p. 9054.
 - Médaille d'or de la valeur militaire
- A l'extrême gauche de la compagnie, il fut le premier à donner l'assaut avec beaucoup d'audace, menant courageusement son unité à la baïonnette dans la tourelle occupée par l'ennemi. Il s'est également distingué par son comportement ferme et vaillant le 27 décembre 1911. Lors du combat du 3 mars 1912, bien qu'il ait été touché par une balle ennemie qui a traversé sa cuisse, il a continué à se battre jusqu'à ce qu'il soit à nouveau touché à l'abdomen. Derna (Libye), 27 décembre 1911 ; 11 et 12 février et 3 mars 1912. - Arrêté royal du 22 mars 1913.
 - Médaille d'argent de la valeur militaire
- Dans des opérations acharnées contre des formations rebelles fortes et féroces, menées dans un environnement extrêmement hostile et insidieux, il a dirigé les unités de sa division alpine avec une grande habileté, les conduisant également par l'exemple de son indomptable courage personnel. Il a ainsi contribué, de manière décisive, au succès des opérations grâce auxquelles, après avoir vaincu et ratissé les nombreuses résistances, la ferme possession d'une région d'importance vitale a été assurée. Bosnie orientale (Yougoslavie), avril-mai 1942.
 - Médaille de bronze de la valeur militaire
Pendant un violent bombardement ennemi, il a fait preuve d'un grand calme et d'une grande énergie pour préparer les troupes au combat. Sa fermeté d'esprit était un exemple pour son personnel. Cima Cuestalta, 12 octobre 1915.
 - Médaille de bronze de la valeur militaire
- Avec une sagacité et une ténacité singulières, il a préparé et mené à bien la difficile opération consistant à occuper une position importante, à l'arracher à l'ennemi et à la renforcer de telle sorte que les tentatives répétées de l'adversaire pour la réoccuper soient vaines. Punta Medatte, 30-31 juillet 1915.
 - Médaille de bronze de la valeur militaire
- Pendant la retraite de nos troupes, chargé de remettre un ordre à un officier du génie pour la destruction des ponts, il s'est rendu sur place à travers des zones fortement battues et devant l'extrême arrière-garde. Grâce à une reconnaissance rapide et opportune, il s'est assuré que toutes les batteries de campagne s'étaient retirées et a ensuite donné l'ordre de faire sauter les ponts. Il a participé aux opérations préliminaires, insufflant le calme à tous, même si l'ennemi battait les ponts avec de l'artillerie de tous calibres, et ne s'est retiré qu'après s'être assuré que les ponts avaient été complètement détruits, remplissant ainsi son mandat avec intelligence et courage. Gabrjie ; Rubbia, 27-28 octobre 1917.
 - Croix du Mérite de guerre
- Dans la préparation et l'exécution d'actions importantes, tant au cours de la retraite d'octobre 1917 que, plus encore, en 1918 sur le Piave, il a apporté au commandement auquel il était attaché, une collaboration fructueuse et précieuse, contribuant efficacement à repousser l'ennemi et à mener à bien les tâches confiées à la 31e division. Karst-Piave, octobre 1917-juin 1918.
 - Croix du Mérite de guerre
 - Médaille commémorative de la guerre italo-turque 1911-1912
 - Médaille commémorative de la guerre italo-autrichienne 1915-1918 (4 années de campagne)
 - Médaille commémorative de l'Unité italienne
 - Médaille italienne de la Victoire interalliée
 - Chevalier de l'ordre de la Couronne d'Italie
 - Officier de l'ordre de la Couronne d'Italie
- Décret royal 14 janvier 1923.
 - Chevalier Magistral de l'ordre souverain de Malte